# Zephyr (Protokoll)
Zephyr war ein Teil vom Projekt Athena (1983–1991) und wurde am Massachusetts Institute of Technology (MIT) als ein Instant-Messaging-Protokoll und das dazugehörige Anwendungsprogrammpaket mit starkem Unix-Hintergrund entwickelt. Ganz im Sinne der Unix-Philosophie „Schreibe Computerprogramme so, dass sie nur eine Aufgabe erledigen und diese gut machen.“ wurde es in mehrere Programme aufgeteilt, die zusammen ein komplettes System zum Austauschen von Nachrichten bilden. 
Zephyr wird heute an einigen universitären Umgebungen wie an der Carnegie Mellon University, der Iowa State University, der Stanford University, der University of Maryland, College Park, der Brown University, der North Carolina State University und am MIT nach wie vor genutzt, auch wenn es zum größten Teil durch moderne und populärere Instant-Messaging-Systeme wie AIM und XMPP ersetzt wurde.
Zephyr sendet UDP-Datenpakete über die Ports 2102, 2103 und 2104. Das Protokoll ist inkompatibel zu den meisten Routern im NAT-Betrieb, da es nur die interne IP-Adresse des lokalen Netzwerks an den Gesprächspartner weitergibt und somit die Antwort-Datenpakete nicht korrekt geroutet werden können. 
Zur Authentifizierung nutzt Zephyr das Kerberos-Protokoll. Es gibt Debian-Pakete mit Unterstützung für Kerberos 5.